# ناوچه هندی
ناوچه هندی (نام علمی: Physalia utriculus) نام یک گونه از سرده ناوچه‌ای‌ها است.